# Zsófia Tóth
Zsófia Tóth (* 25. Dezember 1989 in Tatabánya) ist eine ehemalige ungarische Duathletin und Triathletin. Sie ist Junioren-Duathlon-Weltmeisterin (2007), vielfache ungarische Staatsmeisterin in verschiedenen Kategorien und Elite-Vizestaatsmeisterin 2011.

## Werdegang
Tóth besuchte die Váci Mihály Általános Iskola und das Gymnasium Bárdos László Gimnázium in Tatabánya, das sie 2009 abschloss. Seit 2003 wurde Tóth im Rahmen des ungarischen Herkulesz-Programmes und auch von der ungarischen Firmengruppe MOL bzw. deren Stiftung Új Europa Alapítvány gefördert.
2005 wurde sie bei den Juniorinnen Triathlon-Europameisterin im Team für Ungarn.

### Junioren-Duathlon-Weltmeisterin 2007
Im Mai 2007 wurde sie Junioren-Duathlon-Weltmeisterin. Bis 2008 trat Zsófia Tóth für den Verein ORTRI aus Oroszlány, einem Nachbarort ihrer Geburtsstadt Tata, an.
2009 wurde sie vom mehrfachen Ironman-Gewinner Péter Kropkó in seinen kleinen Elite-Club Kropkó Triatlon Club aufgenommen.
2009 übersiedelte Tóth nach Wien, wo sie zunächst  in Aspern lebte und Sportwissenschaften studierte.
2010 wechselte Tóth zum TVK Mali Triatlon Klub aus Tiszaújváros und ihr Trainer war Licskó Csaba. Im Jahr 2011 nahm Tóth auch an der französischen Clubmeisterschaftsserie Lyonnaise des Eaux teil. Beim Großen Finale in La Baule (17. September 2011) wurde sie 26. in der Einzelwertung und war damit Zweitbeste ihres Vereins TOCC (Tri Olympique Club Cessonais), der auf Platz sieben (von elf) kam. Sie war 2011 Nummer zwei in der ungarischen Rangliste und Mitglied der ungarischen Nationalmannschaft.
Seit 2023 tritt Zsófia Tóth nicht mehr bei internationalen Wettkämpfen in Erscheinung.

### Privates
Seit 2014 studiert Tóth an der Universität Wien Geographie und lebt ebenda.

## Sportliche Erfolge
| Datum/Jahr    | Rang | Wettbewerb                                  | Austragungsort | Zeit     | Bemerkung |
| ------------- | ---- | ------------------------------------------- | -------------- | -------- | --- |
| 2. Sep. 2023  | 1    | Austria-Triathlon                           | Podersdorf     |          | Siegerin auf der Sprintdistanz                                                                                          |
| 3. Sep. 2022  | 2    | Austria-Triathlon                           | Podersdorf     |          | auf der olympischen Distanz                                                                                             |
| 25. Juni 2017 | 23   | HUN Sprint Triathlon National Championships | Baja           | 01:13:49 | hinter Zsanett Bragmayer                                                                                                |
| Juli 2009     | 1    | Hansgrohe Triathlon                         | Offenburg      | 04:51:59 | Siegerin auf der Mitteldistanz (1,9 km Schwimmen, 90 km Radfahren und 21,1 km Laufen) vor der Deutschen Kathrin Pätzold |
| 2009          | 2    | Ironman 70.3 South Africa                   | East London    | 04:57:00 | etwa 10 min hinter Lucie Zelenková                                                                                      |

| Datum/Jahr    | Rang | Wettbewerb                                                   | Austragungsort    | Zeit     | Bemerkung                                                                                   |
| ------------- | ---- | ------------------------------------------------------------ | ----------------- | -------- | ------------------------------------------------------------------------------------------- |
| 13. Sep. 2014 | 1    | ETU Challenge Long Distance Triathlon European Championships | Almere            | 09:16:26 | Europameisterin auf der Langdistanz bei der Challenge Almere-Amsterdam; Nationale Meisterin |

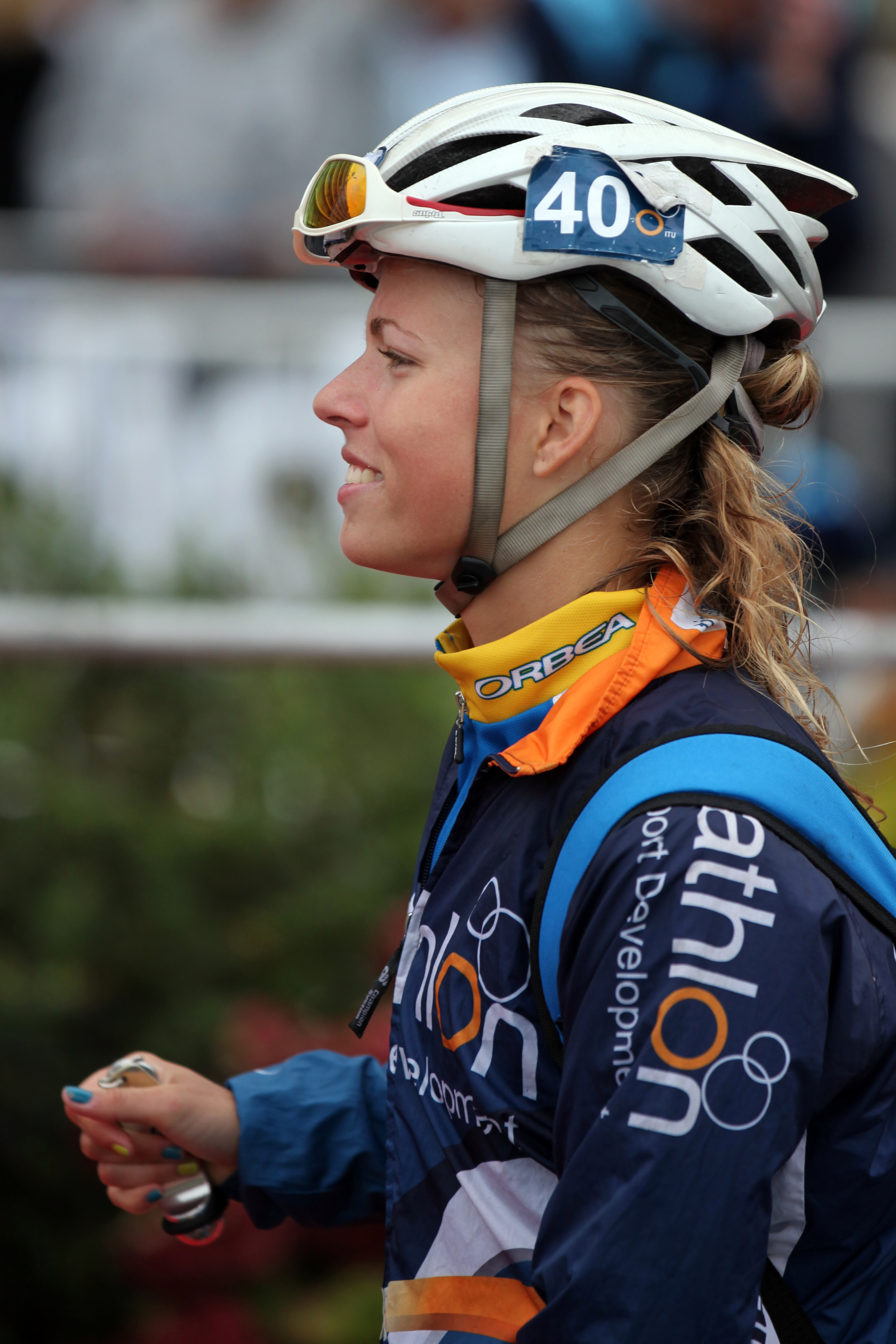
Zsófia Tóth in La Baule, 2011

| 18. Mai 2013  | 2    | Ironman Lanzarote                                            | Puerto del Carmen | 10:09:31 |                                                                                             |
| 3. Nov. 2012  | 10   | Ironman Florida                                              | Panama City       | 09:30:57 |                                                                                             |
| 8. Sep. 2012  | 1    | Almere-Triathlon                                             | Almere            |          | Siegerin auf der Ironman-Distanz (3,8 km Schwimmen, 180 km Radfahren und 42,195 km Laufen)  |
| 19. Mai 2012  | 3    | Ironman Lanzarote                                            | Puerto del Carmen | 10:17:34 |                                                                                             |
| 24. Juli 2011 | 9    | Ironman Germany                                              | Frankfurt         |          |                                                                                             |
| 3. Juli 2011  | 4    | Ironman Austria                                              | Klagenfurt        | 08:56:11 | neue persönliche Ironman-Bestzeit                                                           |
| 25. Juli 2010 | 2    | Ironman Switzerland                                          | Zürich            | 09:23:50 |                                                                                             |
| 13. März 2010 | 18   | Abu Dhabi International Triathlon                            | Abu Dhabi         | 07:47:17 | 3 km Schwimmen, 200 km Radfahren und 20 km Laufen                                           |
| 23. Nov. 2008 | 1    | Ironman Arizona                                              | Tempe             |          |                                                                                             |
| 2008          | 2    | Ironman Lanzarote                                            | Playa del Carmen  | 10:12:07 | hinter Bella Comerford                                                                      |
| 2007          | 2    | Ironman Florida                                              | Panama City       |          |                                                                                             |
| 2006          | 3    | Ironman Lanzarote                                            | Playa del Carmen  |          |                                                                                             |
| 2003          | 2    | Almere-Triathlon                                             | Almere            | 09:50:51 |                                                                                             |

| Datum/Jahr    | Rang | Wettbewerb                                      | Austragungsort | Zeit     | Bemerkung                                                                         |
| ------------- | ---- | ----------------------------------------------- | -------------- | -------- | --------------------------------------------------------------------------------- |
| 27. Sep. 2008 | 7    | ITU Duathlon World Championship Junior Women    | Rimini         |          |                                                                                   |
| 19. Mai 2007  | 1    | ITU Duathlon World Championship Junior Women    | Győr           | 00:58:24 | Junioren-Duathlon-Weltmeisterin                                                   |
| 7. Okt. 2006  | 3    | ETU Duathlon European Championship Junior Women | Rimini         | 01:04:46 | Europameisterschaft der Junioren (5 km Laufen, 20 km Radfahren und 2,5 km Laufen) |

(DNF – Did Not Finish)